# Lindquistiella canadensis
Lindquistiella canadensis är en spindeldjursart som beskrevs av P. Mitrofanov 1976. Lindquistiella canadensis ingår i släktet Lindquistiella och familjen Tetranychidae. Inga underarter finns listade i Catalogue of Life.